# Hilde Nocker
Hilde Nocker (* 5. Oktober 1924 in Rödgen bei Gießen; † 5. November 1997 in München) war eine deutsche Fernsehansagerin und Moderatorin.

## Leben
Hilde Nocker war 1953, als der Sender Feldberg des Hessischen Rundfunks seinen Sendebetrieb aufnahm, eine der ersten Ansagerinnen des deutschen Fernsehens und erfreute sich bald großer Popularität. 1964 wurde Karin Tietze-Ludwig ihre Nachfolgerin.
Neben ihrer Ansagetätigkeit war Nocker als Moderatorin, vorwiegend in Kindersendungen, tätig. So führte sie 1959 gemeinsam mit dem Mumin Snorki durch die jeweils 30-minütigen Folgen der Augsburger Puppenkiste. In den 1960er Jahren war sie in den Sandmännchen-Geschichten Hilde, Teddy und Puppi und von 1968 bis 1970 in der Reihe Ich wünsch mir was zusammen mit dem Kater Mikesch zu sehen.
1964 moderierte Nocker den deutschen Vorentscheid zum Grand Prix Eurovision de la Chanson, Ein Lied für Kopenhagen, in Frankfurt am Main.
In dem Spielfilm Herr Hesselbach und die Firma spielte sie 1956 die Angestellte Emmi Puchel, 1957 hatte sie in der Komödie Die Freundin meines Mannes einen Gastauftritt als Fernsehansagerin.
Ab circa 1959 war sie mit dem Dramaturgen und Filmproduzenten Helmut F. Krapp (1929–2002) verheiratet.

## Filmografie (Auswahl)
- 1957: Die Freundin meines Mannes
- 1972: Hamburg Transit – Besuch aus Denver